# Jordanië op de Olympische Zomerspelen 1992
Jordanië nam deel aan de Olympische Zomerspelen 1992 in Barcelona, Spanje. 

## Deelnemers en resultaten

### Atletiek
| Olympiër                    | Discipline       | Resultaat | Prestatie                            |
| --------------------------- | ---------------- | --------- | ------------------------------------ |
| Awad Al-Hasini              | 5000m (m)        | 48e       | serie 4: 13de in 14.55,58            |
| Awad Al-Hasini              | 10000m (m)       | 47e       | serie 1: 22ste in 30.43,19           |
| Fakhredin Fouad Al-Dien Gor | hoogspringen (m) | 42e       | kwalificatie groep B: 18de met 2,05m |

### Schietsport
| Olympiër        | Discipline | Resultaat | Prestatie                    |
| --------------- | ---------- | --------- | ---------------------------- |
| Khaled Naghaway | skeet      | DNF       | kwalificatie: niet gefinisht |

### Tafeltennis
| Olympiër       | Discipline    | Resultaat | Prestatie                                                                   |
| -------------- | ------------- | --------- | --------------------------------------------------------------------------- |
| Nadia Al-Hindi | enkelspel (v) | 49e       | groep A: 4de V van CHN Deng: 0-2 V van USA Bhushan: 0-2 V van CAN Chiu: 0-2 |

Albanië · Algerije · Amerikaanse Maagdeneilanden · Amerikaans-Samoa · Andorra · Angola · Antigua en Barbuda · Argentinië · Aruba · Australië · Bahama's · Bahrein · Bangladesh · Barbados · België · Belize · Benin · Bermuda · Bhutan · Bolivia · Bosnië en Herzegovina · Botswana · Brazilië · Britse Maagdeneilanden · Bulgarije · Burkina Faso · Canada · Centraal-Afrikaanse Republiek · Chili · China · Chinees Taipei · Colombia · Congo-Brazzaville · Cookeilanden · Costa Rica · Cuba · Cyprus · Denemarken · Djibouti · Dominicaanse Republiek · Duitsland · Ecuador · Egypte · El Salvador · Equatoriaal-Guinea · Estland · Ethiopië · Fiji · Filipijnen · Finland · Frankrijk · Gabon · Gambia · Gezamenlijk team · Ghana · Grenada · Griekenland · Groot-Brittannië · Guam · Guatemala · Guinee · Guyana · Haïti · Honduras · Hongarije · Hongkong · Ierland · IJsland · India · Indonesië · Irak · Iran · Israël · Italië · Ivoorkust · Jamaica · Japan · Jemen · Jordanië · Kaaimaneilanden · Kameroen · Kenia · Koeweit · Kroatië · Laos · Lesotho · Letland · Libanon · Libië · Liechtenstein · Litouwen · Luxemburg · Madagaskar · Malawi · Malediven · Maleisië · Mali · Malta · Marokko · Mauritanië · Mauritius · Mexico · Monaco · Mongolië · Mozambique · Myanmar · Namibië · Nederland · Nederlandse Antillen · Nepal · Nicaragua · Nieuw-Zeeland · Niger · Nigeria · Noord-Korea · Noorwegen · Oeganda · Oman · Oostenrijk · Pakistan · Panama · Papoea-Nieuw-Guinea · Paraguay · Peru · Polen · Portugal · Puerto Rico · Qatar · Roemenië · Rwanda · Saint Vincent‑Grenadines · Salomonseilanden · Samoa · San Marino · Saoedi-Arabië · Senegal · Seychellen · Sierra Leone · Singapore · Slovenië · Soedan · Spanje · Sri Lanka · Suriname · Swaziland · Syrië · Tanzania · Thailand · Togo · Tonga · Trinidad en Tobago · Tsjaad · Tsjecho-Slowakije · Tunesië · Turkije · Uruguay · Vanuatu · Venezuela · Verenigde Arabische Emiraten · Verenigde Staten · Vietnam · Zaïre · Zambia · Zimbabwe · Zuid-Afrika · Zuid-Korea · Zweden · Zwitserland · Onafhankelijke olympische deelnemers